# روبرت روث (مدرس)
روبرت روث (بالإنجليزية: Robert Roth)‏ هو مدرس أمريكي، ولد في 1950 في نيويورك في الولايات المتحدة.